# The Asahi Shimbun
The Asahi Shimbun (朝日新聞, Asahi Shinbun, Triều Nhật Tân Văn, phiên âm: [asaçi ɕimbɯɴ]) là tờ nhật báo lớn thứ hai của Nhật Bản cùng với bốn tờ báo quốc gia khác là Yomiuri Shimbun, Mainichi Shimbun, Nihon Keizai Shimbun và Sankei Shimbun. Tính đến tháng 4 năm 2004, mỗi ngày nhật báo này xuất bản 8.27 triệu tờ cho bản buổi sáng và 3.85 triệu tờ cho bản buổi chiều, chỉ đứng sau Yomiuri Shimbun.
Nhật báo này là đối tác của International Herald Tribune, một tờ phụ báo của New York Times. Cùng với nhau, họ cho xuất bản báo International Herald Tribune/The Asahi Shimbun phiên bản tiếng Anh, tờ báo đã thế chỗ tờ Asahi Evening News trước đó. Ngoài ra Asahi cũng liên kết với tờ Nhân dân Nhật Báo của Trung Quốc, tờ báo đại diện của Đảng cộng sản Trung Quốc.
Năm 1994, sau một cuộc thăm dò, tờ Le Monde đã chọn Asahi Shimbun là một trong 8 nhật báo tốt nhất thế giới, cùng với The New York Times (Hoa Kỳ), Financial Times (Anh), Izvestia (Nga), Nhân dân Nhật Báo (Trung Quốc), Al Ahram (Ai Cập), El Espectador (Colombia) và Times of India (Ấn Độ).